# St. Koloman (Leitenhausen)

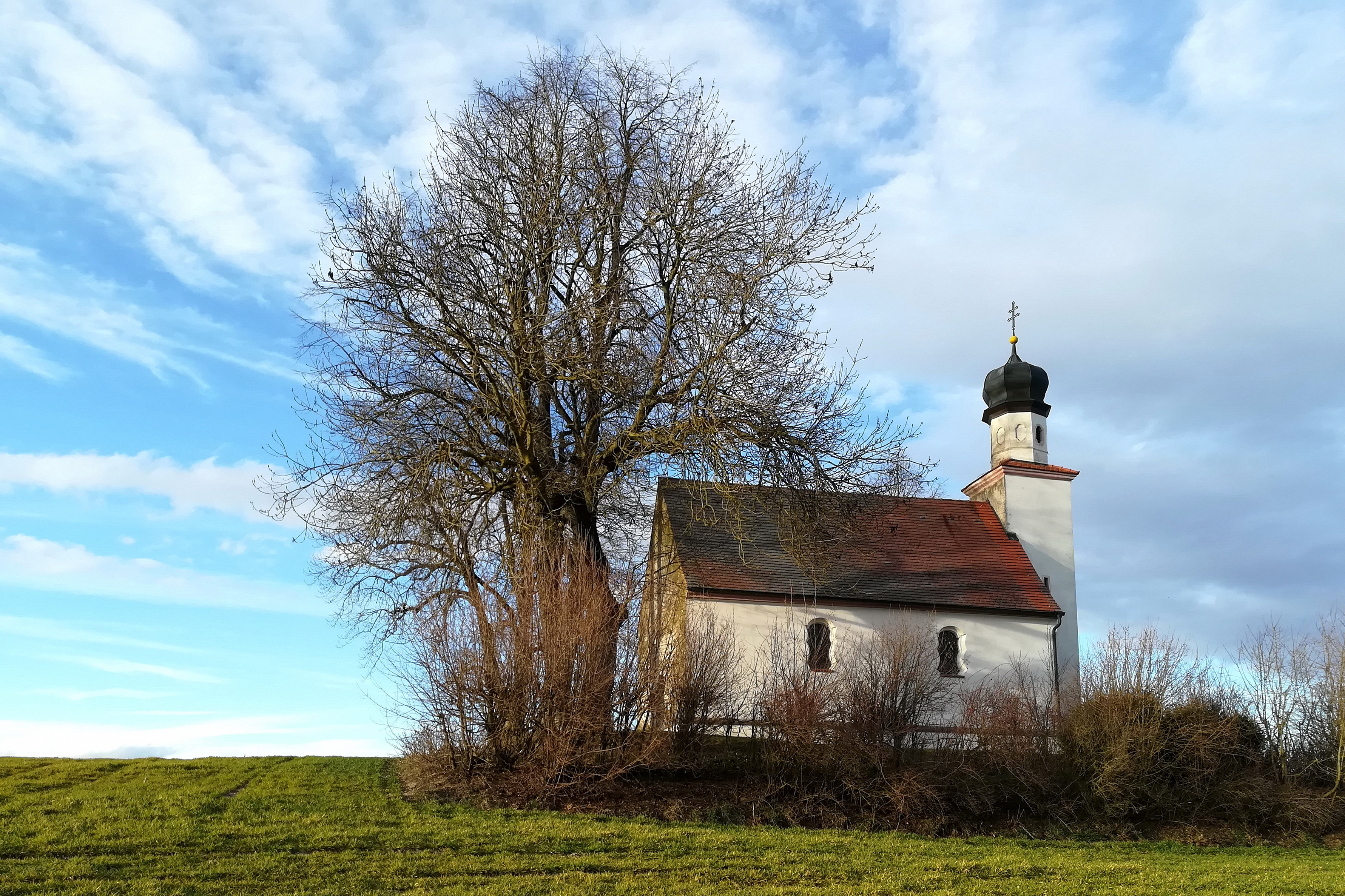
Außenansicht der Kapelle St. Koloman von Süden

Die römisch-katholische Wallfahrtskapelle St. Koloman (auch St. Coloman) bei Leitenhausen, einem Ortsteil des Marktes Langquaid im niederbayerischen Landkreis Kelheim, ist ein schlichter Barockbau des frühen 17. Jahrhunderts. Durch seine Lage auf einer Anhöhe über dem Tal der Großen Laber nordwestlich von Leitenhausen ist er weithin sichtbar. An die chorlose Saalkirche ist auf der Ostseite ein ausspringender Turm mit Zwiebelhaube angebaut. Die Kapelle befindet sich auf dem Gebiet der Pfarrei St. Petrus in Sandsbach und besitzt das seltene Patrozinium des heiligen Koloman (Gedenktag: 13. Oktober).

## Geschichte
Ein Inventar aus dem Jahr 1660 verzeichnet zwei Altäre, die den Heiligen Koloman und Bartholomäus geweiht waren, und eine 1614 von Georg Schelchshorn aus Regensburg gegossene Glocke, die bis heute erhalten ist. Ende des 17. Jahrhunderts wurde der Innenraum neu ausgestattet. Wohl im 18. Jahrhundert fand ein Umbau der Kirche statt, bei dem unter anderem die Fensteröffnungen verändert wurden. Im 19. Jahrhundert wurden die Wände mit Schablonenmalereien verziert, die im Zuge einer 1964 genehmigten Innenrenovierung wieder entfernt wurden. 1985/86 wurde eine Außenrenovierung durchgeführt, 1987/88 eine Innenrenovierung. Bereits 1996 war erneut eine Innenrenovierung fällig.

## Ausstattung
Der barocke Stuckmarmoraltar aus dem Jahr 1698 umfasst einen zweisäuligen Aufbau und einen von zwei Giebelstücken flankierten Auszug. Im Zuge der Renovierung wurden 1988 dort eine spätgotische Figur des heiligen Koloman aus der Zeit um 1470 und eine barocke Marienfigur aus dem frühen 18. Jahrhundert eingesetzt, die zuvor in der Nebenkirche St. Agatha in Leitenhausen untergebracht waren. Auch ein unvollständig erhaltener Gemäldezyklus mit Einzeldarstellungen der Nothelfer wurde in die Kapelle St. Koloman übertragen. Noch vor der Renovierung 1996 fielen diese allerdings einem Diebstahl zum Opfer. Erhalten sind dagegen die barocken Apostelleuchter, die auf gemalten Weihekreuzen angebracht sind, und das in zwei Reihen aufgestellte Gestühl mit barocken Schnitzwangen. Außerdem läuten aus dem Turm zwei Glocken, die 1614 von Georg Schelchshorn gegossen wurden.